# 查理斯三世和卡米拉的加冕禮嘉賓名單

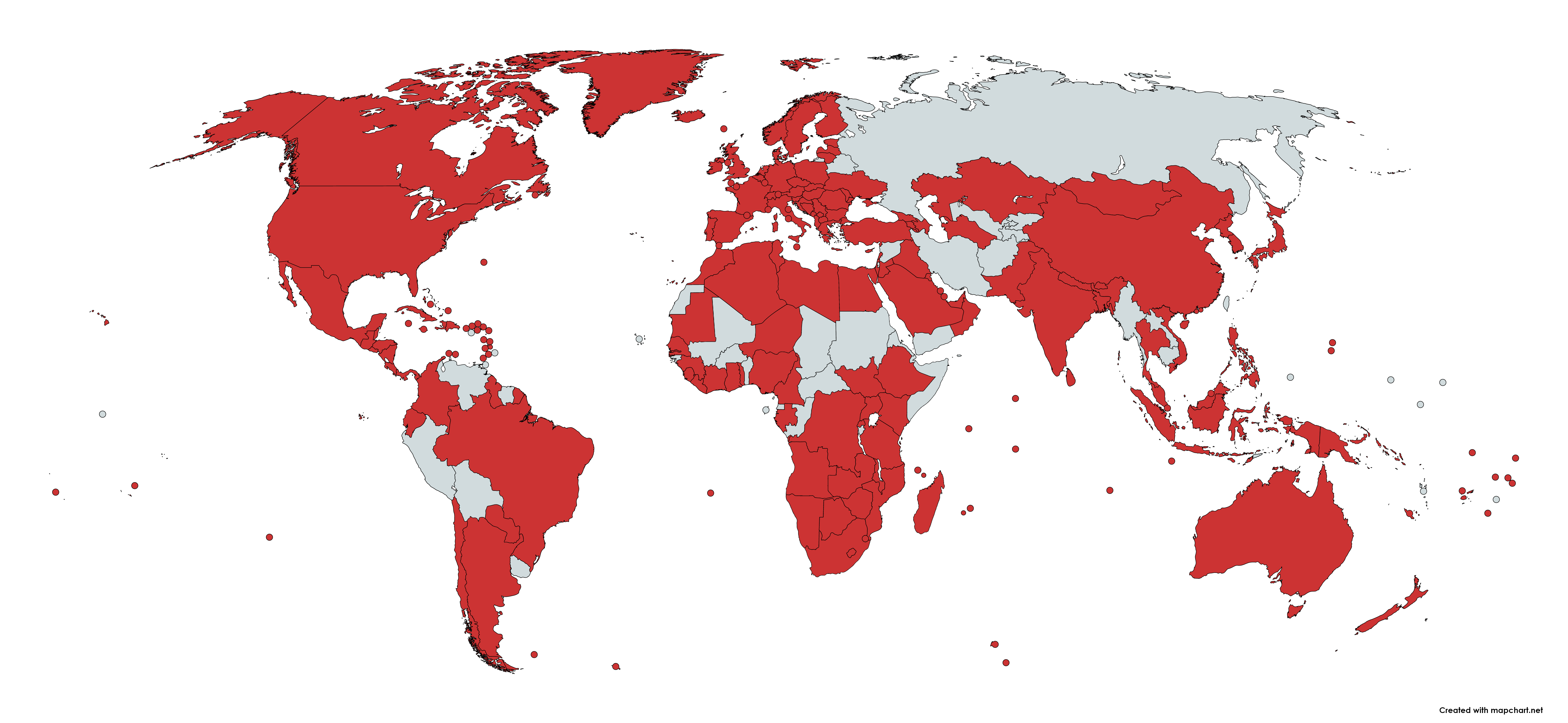
参加典礼之国家与地区

本表列出的是於2023年5月6日出席查爾斯三世和卡蜜拉王后加冕禮的嘉賓名單。
约2200人应邀参加了此次活动，其中包括王室成员、英国国教代表、英国和英联邦的杰出政要、外国元首与皇室成员。203个国家和地区的政要出席仪式。

## 联合王国及英联邦王国王室

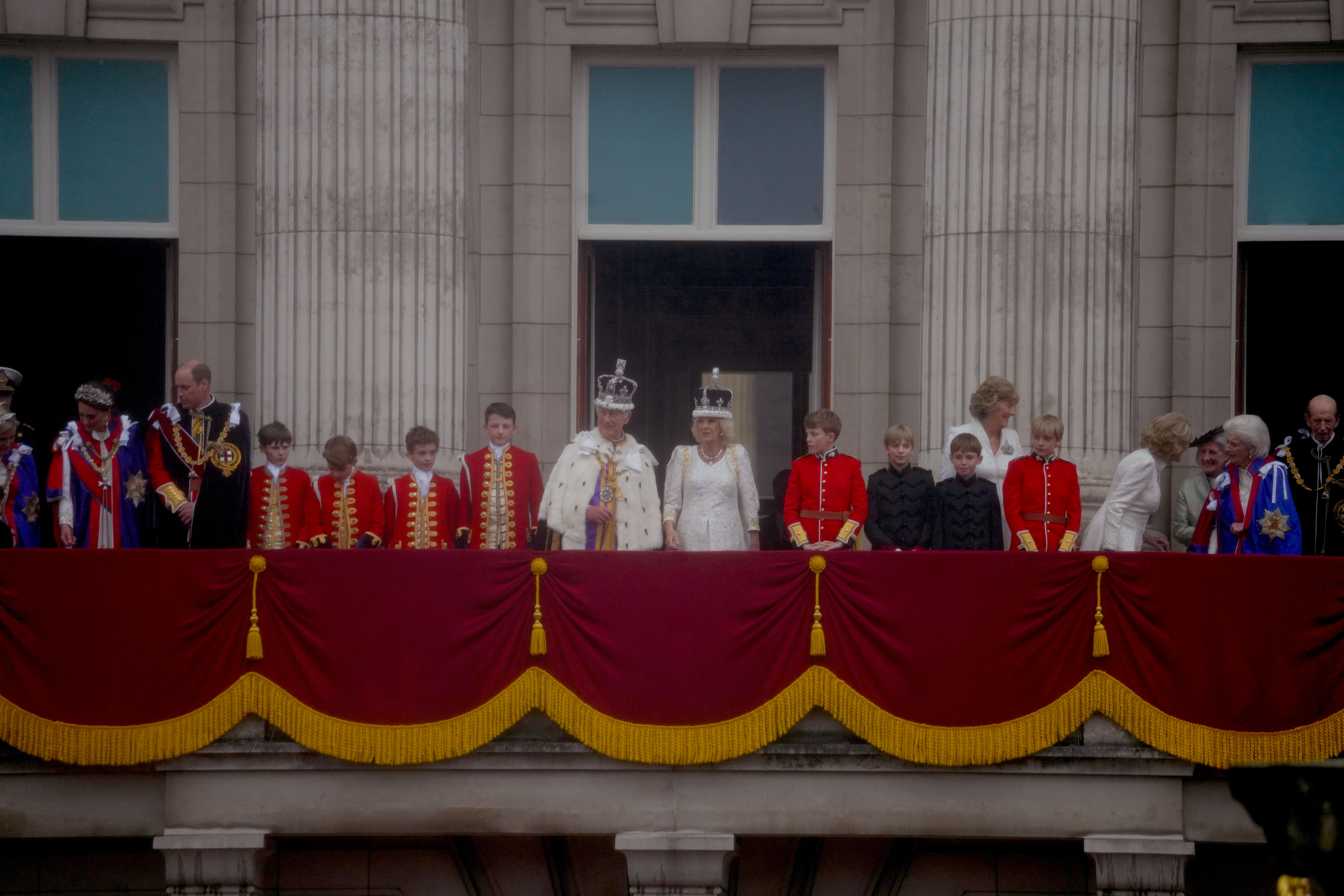
2023年的英国王室成员

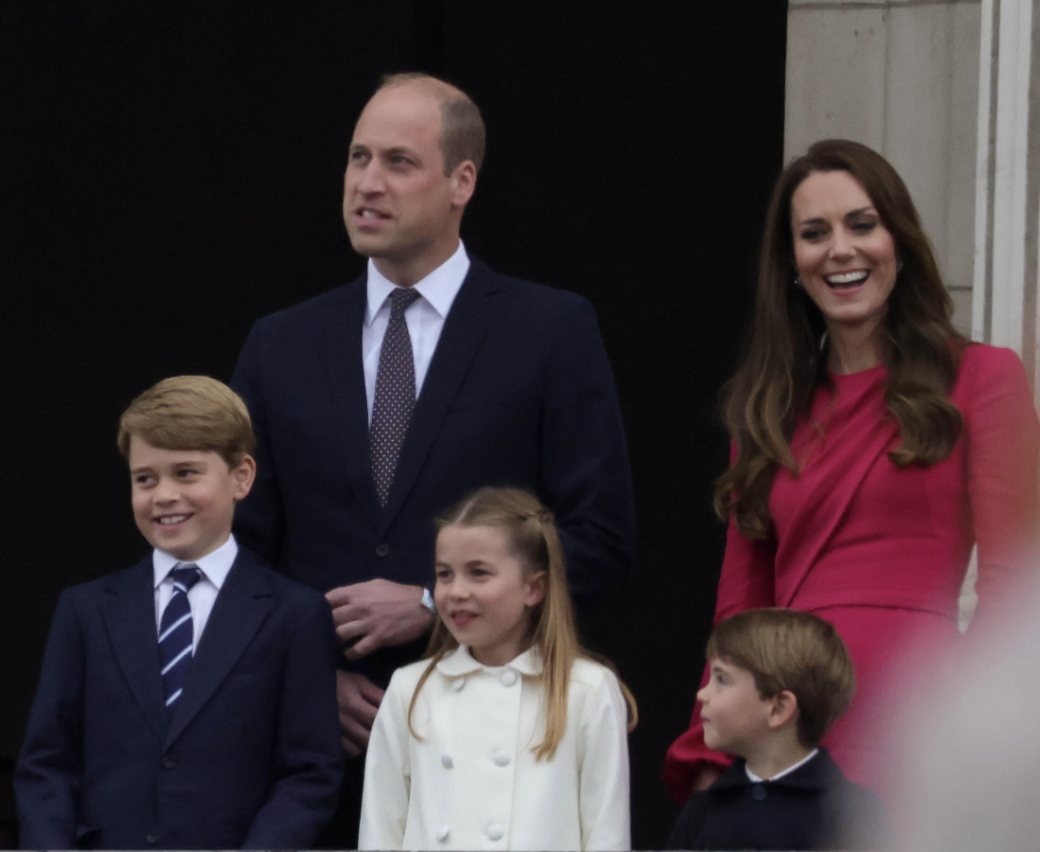
威尔士亲王威廉一家

#### 查尔斯三世后裔
- 威爾斯親王威廉與威爾斯王妃凱薩琳
（國王長子兼王储與長兒媳）[1]
  -  威尔士的乔治王子
（国王長孙，加冕礼國王榮譽侍從（英语：Page of Honour））[3]
  -  威尔士的夏洛特公主
（国王長孙女）[4]
  -  威尔士的路易王子
（国王之孙）[4]
- 薩塞克斯公爵哈里王子
（国王次子）[5]

#### 伊麗莎白二世其他后裔
- 安妮长公主與海军中将提摩西·勞倫斯爵士
（国王妹妹與妹夫，安妮长公主担任加冕礼国王金杖卫士（英语：Gold Stick and Silver Stick））[6]
  -  彼得·菲利浦斯
（国王之外甥）[6]
  -  扎拉·廷德爾與麥克·汀達爾
（国王之外甥女與外甥女婿）[6]
- 約克公爵安德魯王子
（国王之弟）[6]
  -  比阿特丽斯郡主与艾杜亞度·馬佩利·莫茨
（国王侄女与侄女婿）[6]
  -  尤金妮郡主与傑克·布魯斯班克
（国王侄女与侄女婿）[6]
- 爱丁堡公爵爱德华王子与愛丁堡公爵夫人蘇菲
（国王之弟与弟媳）[6]
  -  路易絲·溫莎女勳爵
（国王侄女）[6]
  -  威塞克斯伯爵詹姆斯
（国王之侄）[6]

#### 乔治六世其他后裔
- 斯诺登伯爵大卫·阿姆斯特朗-琼斯
（国王表弟） [6]
  -  林利子爵（英語：Viscount Linley）
（国王表侄）[6]
  -  玛格丽塔·阿姆斯特朗-琼斯女勋爵
（国王表侄女）[6]
- 薩拉·查托女勳爵与丹尼尔·查托（英语：Daniel Chatto）
（国王表妹与表妹夫）[6]
  -  塞缪尔·查托（英語：Samuel Chatto）
（国王表外甥）[6]
  -  亚瑟·查托（英語：Arthur Chatto）
（国王表外甥）[6]

#### 乔治五世其他后裔
- 格洛斯特公爵理查德王子与格洛斯特公爵夫人比吉特
（国王堂舅與堂舅母）[6]
  -  阿尔斯特伯爵与伯爵夫人（英語：Earl and Countess of Ulster）
（国王表弟與表弟媳）[6]
  -  戴维娜·温莎女勋爵
（国王表妹）[6]
  -  罗斯女勋爵（英語：Lady Rose）与乔治·吉尔曼（英語：George Gilman）
（国王表妹与表妹夫）[6]
- 肯特公爵愛德華王子
（国王堂舅）[6]
  -  聖安德魯斯伯爵喬治·溫莎与聖安德魯斯伯爵夫人西尔瓦纳·温莎（英语：Sylvana Tomaselli）
（国王表弟及表弟媳）[6]
  -  海伦女勋爵（英语：Lady Helen Taylor）与蒂莫西·泰勒（英語：Timothy Taylor）
（国王表妹与表妹夫）[6]
  -  尼古拉斯·温莎女勋爵（英语：Lady Nicholas Windsor）与尼古拉斯·温莎勋爵（英语：Lord Nicholas Windsor）
（国王表妹与表妹夫）[6]
- 尊敬的奥格威爵士夫人雅丽珊郡主
（国王堂姨）[6]
- 肯特的迈克尔王子与 肯特的迈克尔王妃
（国王堂舅與堂舅母）[6]
  -  弗雷德里克·溫莎勳爵与苏菲·温克尔曼女勳爵（英语：Sophie Winkleman）
（国王表弟與表弟媳）[6]
  -  加布里埃拉·金斯敦女勳爵與托马斯·金斯顿（英語：Thomas Kingston）
（国王表妹與表妹夫）[6]

## 帕克·鲍尔斯和尚德家族

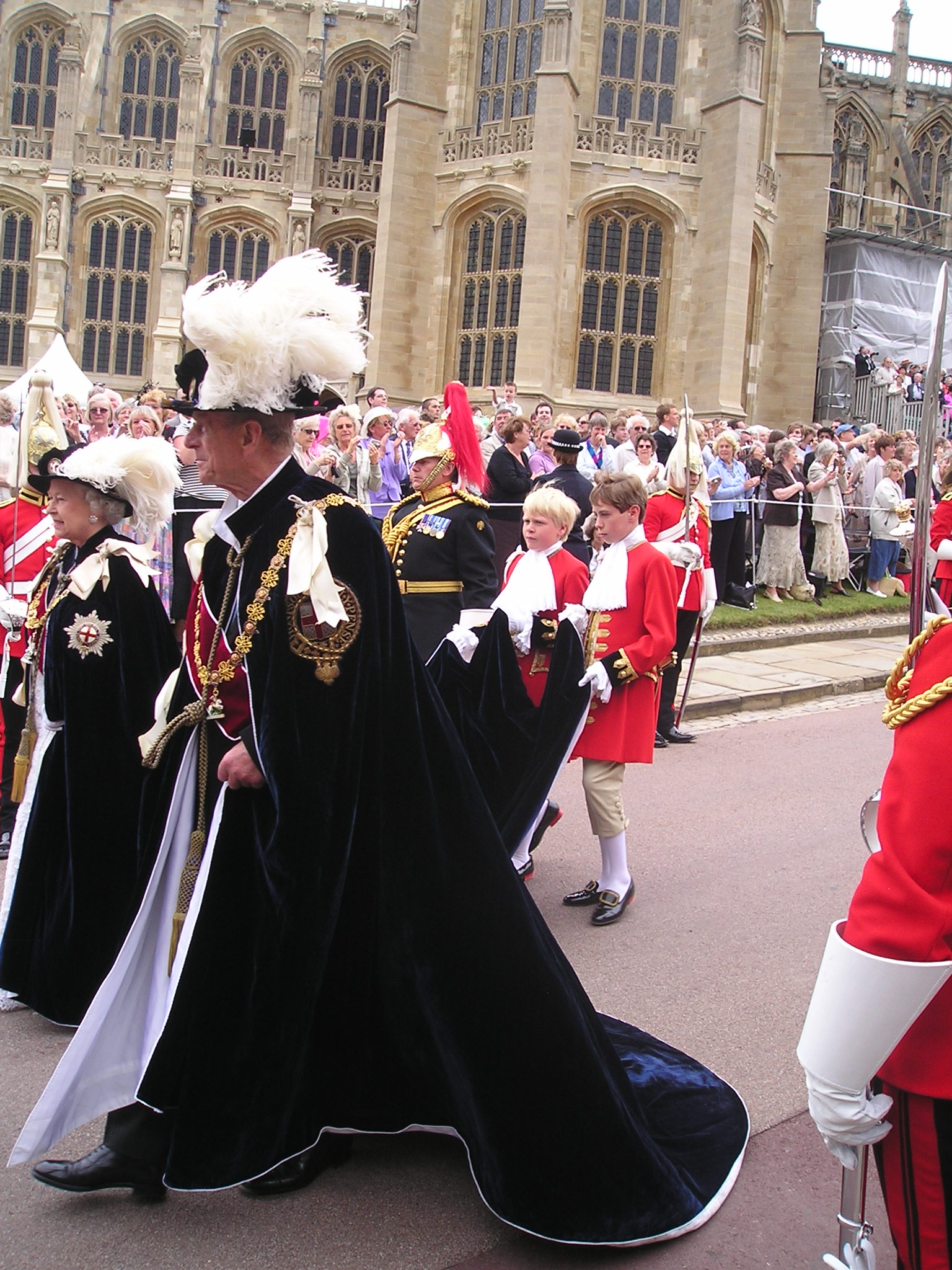
图中男童即身着红色礼服手提伊丽莎白二世与菲利普亲王嘉德骑士团长袍尾部的荣誉侍从

- 准将安德鲁·帕克·鲍尔斯
（王后前夫）[7]
  - 湯姆·帕克·鮑爾斯
（王后长子）[6]
    - 萝拉·帕克·鲍尔斯（英語：Lola Parker Bowles）
（王后孙女）[6]
    - 弗雷德里克·帕克·鲍尔斯（英語：Frederick Parker Bowles）
（王后之孙，担任加冕礼王后荣誉侍从（英语：Page of Honour）） [8]

  - 劳拉·洛佩斯与哈里·洛佩斯（英語：Harry Lopes）
（王后长女与长女婿）[6]
    - 伊丽莎·洛佩斯（英語：Eliza Lopes）
（王后孙女）[6]
    - 路易斯·洛佩斯（英語：Louis Lopes）
（王后之孙，担任加冕礼王后荣誉侍从（英语：Page of Honour））[8]
    - 古斯·洛佩斯（英語：Gus Lopes）
（王后之孙，担任加冕礼王后荣誉侍从（英语：Page of Honour））[8]
- 安娜贝尔·埃利奥特（英语：Annabel Elliot）
（王后之妹）
  - 本杰明·埃利奥特（英语：Ben Elliot）与玛丽-克莱尔·埃利奥特（英語：Mary-Clare Elliot）
（王后之侄与侄女婿）
    - 亚瑟·埃利奥特（英語：Arthur Elliot）
（王后侄孙，担任加冕礼王后荣誉侍从（英语：Page of Honour）） [8]

## 英国

### 现任及前任首相

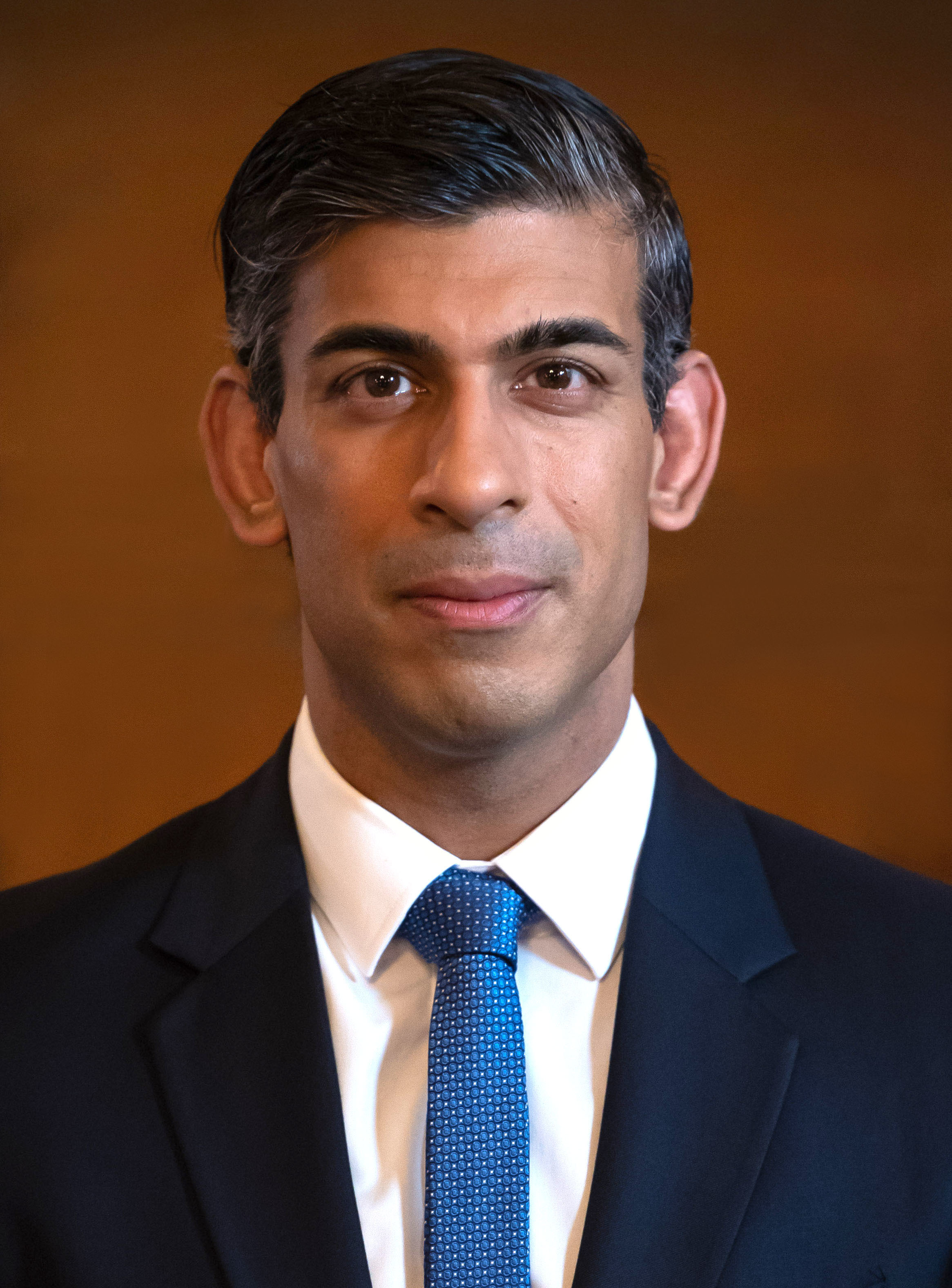
英国首相里希·苏纳克（图）与七位前首相共同出席加冕礼

- 里希·苏纳克与阿克沙塔·穆爾蒂
（第一財政大臣兼第57任英国首相伉俪）[9]
  -  约翰·梅杰爵士 
（第50任英國首相，1990年–1997年在任）[6]
  - 托尼·布莱尔爵士
（第51任英国首相，1997年–2007年在任）[6]
  - 戈登·布朗
（第52任英国首相，2007年–2010年在任）[6]
  -  
（第53任英国首相，2010年–2016年在任）[6]
  -  
（第54任英国首相，2016年–2019年在任）[6]
  - 鲍里斯·约翰逊
（第55任英國首相，2019年–2022年在任）[6]
  - 莉兹·特拉斯 
（第56任英國首相，2022年在任）[6]

### 國務重臣

##### 英格蘭
- 上将戈登·梅辛杰爵士（英语：Gordon Messenger）
（倫敦塔總管（英语：Constable of the Tower of London），总管大臣，持聖愛德華王冠）[10]
- 亚历克斯·乔克
（司法大臣，大不列颠大法官）[6]
- 彭妮·莫当特
（枢密院议长，下议院领袖）[6]
- （掌玺大臣，上议院领袖）[6]
- 卡林顿男爵鲁珀特·卡林顿（英语：Rupert Carington, 7th Baron Carrington）
（掌礼大臣）[11]
- 上将安东尼·拉达金爵士
（英国国防参谋长，宫廷长官（英语：Lord High Constable of England））[10]
- 诺福克公爵爱德华·菲茨兰-霍华德
（司礼大臣）[6]

##### 苏格兰
- 克劳福德伯爵暨巴尔卡雷斯伯爵安东尼·琳赛（英语：Anthony Lindsay, 30th Earl of Crawford）
（蘇格蘭王室總務官副手）[10]
- 埃罗尔伯爵默林·海（英语：Merlin Hay, 24th Earl of Erroll）
（苏格兰总管大臣（英语：Lord High Constable of Scotland））[11][10]

### 内阁成员
- 奧利佛·道登
（副首相兼蘭開斯特公爵領地事務大臣）[6]
- 杰里米·亨特
（财政大臣）[6]
- 詹姆士·柯維立
（外交、联邦和发展事务大臣）[6]
- 蘇拉·布拉弗曼
（内政大臣）[6]
- 本·华莱士
（国防大臣）[6]
- 奧利佛·道登
（蘭卡斯特公爵領地事務大臣）[6]
- 米歇尔·唐兰
（科学、创新与技术大臣（英语：Secretary of State for Science, Innovation and Technology））[6]
- 迈克尔·戈夫
（地方發展、房屋及社區大臣）[6]
- 斯蒂芬·巴克利
（卫生大臣）[6]
- 凱米·巴德諾赫
（商業及貿易大臣）[6]
- 特蕾丝·科菲
（环境、食品和乡村事务大臣）[6]
- 梅爾·斯特里德
（就業及退休保障大臣）[6]
- 吉莉安·基冈
（教育大臣）[6]
- 马克·哈珀
（运输大臣）[6]
- 露西·弗雷泽
（文化、媒体和体育大臣）[6]
- 克里斯·希頓-哈里斯
（北爱尔兰事务大臣）[6]
- 阿利斯特·杰克
（苏格兰事务大臣）[6]
- 大衛·戴維斯
（威尔士事务大臣）[6]

### 政党黨魁
- 凯尔·斯塔莫爵士
（現任反对党领袖，工党党魁）[6]
- 杰福瑞·唐纳森爵士
（現任民主统一党黨魁）[12]
- 斯蒂芬·弗林（英语：Stephen Flynn (Scottish politician)）
（现任苏格兰民族党下议院党团领袖）[13]

### 国会议员
- 林赛·霍伊尔爵士
（下议院议长）[6]
- 理查德·霍顿（英语：Richard Holden (British politician)）
（西北达勒姆选区议员）
- 安迪·卡特（英语：Andy Carter (politician)）
（南沃灵顿选区议员）
- 布伦丹·奥哈拉
（阿盖尔-比特选区议员）[13]
- 伊恩·布莱克福德
（罗斯、斯凯和洛哈伯选区议员）[13]

### 构成国政府首席部长
- 洪姆扎·尤薩夫
（第6任苏格兰首席部长）[14]
- 马克·德雷克福特
（第4任威尔士首席部长）[6]
- 米歇尔·奥尼尔
（第4任北爱尔兰副首席部长，北爱尔兰首席部长懸空）[15]

### 下属议会其它政党党魁
- 道格拉斯·罗斯
（现任苏格兰保守党党魁）[13]
- 阿拉斯·萨瓦尔（英语：Anas Sarwar）
（现任苏格兰工党党魁（英语：Leader of the Scottish Labour Party））[13]
- 亞曆克斯·科爾-漢密爾頓（英语：Alex Cole-Hamilton）
（现任苏格兰自由民主党党魁）[13]

### 下属议会议员
- 艾莉森·约翰斯通（英语：Alison Johnstone）
（第6任苏格兰议会议会主席（英语：Presiding Officer of the Scottish Parliament））
- 亚历克斯·马斯基（英语：Alex Maskey）
（第6任北爱尔兰议会议长（英语：Speaker of the Northern Ireland Assembly））[16]

### 联合王国贵族
- 巴克盧暨昆斯伯里公爵理查·史考特
（执王室十字权杖（英语：Sovereign's Sceptre with Cross））[10]
- 威灵顿公爵查尔斯·韦尔斯利
（持玛丽女王王冠（英语：Crown of Queen Mary））[10]
- 威斯敏斯特公爵休·格罗夫纳
（ 执英格兰王徽旗）[10]
- 安格尔西侯爵（英语：Marquess of Anglesey）查尔斯·佩吉特
（ 执威爾士公國旗）[10]
- 乔蒙德利侯爵大卫·乔蒙德利（英语：David Cholmondeley, 7th Marquess of Cholmondeley）与乔蒙德利侯爵夫人莎拉·乔蒙德利（英语：Rose Hanbury）[8]
  - 奥利弗·乔蒙德利勋爵（英語：Lord Oliver Cholmondeley）
（国王荣誉侍从） [8]
- 德比伯爵爱德华·斯坦利（英语：Edward Stanley, 19th Earl of Derby）
- 劳登伯爵西蒙·阿伯尼-黑斯廷斯（英语：Simon Abney-Hastings, 15th Earl of Loudoun）[11][17]
- 邓迪伯爵亚历山大·斯克林杰（英语：Alexander Scrymgeour, 12th Earl of Dundee）
（ 执苏格兰王徽旗）[11]
- 卡列登伯爵尼古拉斯·亚历山大（英语：Nicholas Alexander, 7th Earl of Caledon）
（ 执爱尔兰王徽旗）[10]
- 黑斯廷斯男爵德拉瓦尔·阿斯特利（英语：Delaval Astley, 23rd Baron Hastings）[11]
- 阿莫斯女男爵瓦莱丽·阿莫斯（英语：Valerie Amos, Baroness Amos）[10]
- 肖斯的肯尼迪女男爵海伦娜·肯尼迪（英语：Helena Kennedy, Baroness Kennedy of The Shaws）
（执王后权杖）[10]
- 帕特尔男爵纳伦德拉·帕特尔（英语：Narendra Patel, Baron Patel）[10]
- 曼宁厄姆-布勒女男爵伊丽莎白·曼宁厄姆-布勒（英语：Eliza Manningham-Buller）
（持聖愛德華權杖）[10]
- 本杰明女男爵費羅拉·本傑明（英语：Floella Benjamin）
（持圣灵权杖）[10]
- 温布尔顿的辛格男爵英德拉吉特·辛格（英语：Indarjit Singh）[10]
- 上将赫斯特蒙苏的理查德男爵大卫·理查德（英语：David Richards, Baron Richards of Herstmonceux）[10]
- 巴西尔登的史密斯女男爵安吉拉•史密斯（英语：Angela Smith, Baroness Smith of Basildon）
（上议院反对党领袖（英语：Shadow Leader of the House of Lords））[6]
- 里士满的霍顿勋爵约翰·霍顿（英语：Nick Houghton）
（执世俗公正之剑）[10]
- 理查德·夏特尔爵士（英语：Richard Chartres）
（持王后戒指）[10]
- 赛义德·卡迈尔爵士（英语：Syed Kamall）[10]
- 梅隆女男爵吉利恩·梅隆（英语：Gillian Merron）[10]
- 伊丽莎白·阿尼翁武女爵（英语：Elizabeth Anionwu）
（持十字圣球）[10]

### 英国军官
- 陆军上将帕特里克•桑德斯爵士（英语：Patrick Sanders (British Army officer)）
（执王后权杖）[10]
- 骑兵下士克里斯托弗·芬尼（英语：Christopher Finney）
（维多利亚十字勋章和乔治十字勋章协会（英语：Victoria Cross and George Cross Association）主席）[18]
- 一级准尉艾略特·泰森-李（英語：Cadet Warrant Officer Elliott Tyson-Lee）
（ 加冕礼英国国旗旗手）[10]

### 公务员
- 大卫·麦吉尔
（现任苏格兰议会行政长官）[13]
- 莱斯利·霍格（英语：Lesley Hogg）
（现任北爱尔兰议会行政长官）[19]
- 安东尼娅·罗密欧（英语：Antonia Romeo）
（大法官法庭王室文书官（英语：Clerk of the Crown in Chancery），司法大臣常务次官）[11]

### 伦敦城
- 尼古拉斯·莱昂斯（英语：Nicholas Lyons）
（第694任伦敦市市长）[11]

### 纹章官
- 大衛·懷特（英语：David White (officer of arms)）
（现任嘉德首席紋章官）
- 约瑟夫·莫罗（英语：Joseph Morrow (officer of arms)）
（现任紅獅纹章官（英语：Lord Lyon King of Arms））[11]

### 王室属地
- 中将理查德·克里普维尔（英语：Richard Cripwell）
（现任根西副总督（英语：Lieutenant Governor of Guernsey））[20]
- 理查德·麦克马洪（英语：Richard McMahon (bailiff)）
（现任根西执达吏（英语：Bailiff of Guernsey））[20]
- 蒂莫西·勒·科克爵士（英语：Timothy Le Cocq）
（现任泽西执达吏（英语：Bailiff of Jersey））[21]
- 中将约翰·洛里默爵士（英语：John Lorimer (British Army officer)）
（第31任曼島副總督）[22]
- 阿爾弗雷德·坎南
（現任马恩岛首席部长）[22]

### 英国海外领土
- 艾莉森·布萊克
（时任福克兰群岛总督，南乔治亚和南桑威奇群岛专员）
  -  特斯林·巴克曼（英语：Teslyn Barkman）
（时任福克兰群岛立法议会康选区（英语：Camp (constituency)）议员）
- 海军中将大卫·斯蒂尔爵士（英语：David Steel (Royal Navy officer)）
（时任直布罗陀总督）
  -  法比安·皮卡多（英语：Fabian Picardo）
（时任直布罗陀首席部长）
- 安雅·威廉姆斯（英语：Anya Williams）
（第2任特克斯和凯科斯群岛副總督（英语：Deputy Governor of the Turks and Caicos Islands））[23]

## 英联邦王国

### 安提瓜和巴布达
- 罗德尼·威廉斯爵士
（第4任安提瓜和巴布达总督）
- 贾斯顿·布朗与玛丽亚·伯德-布朗
（第4任安提瓜和巴布达总理伉俪）
- 基兹·约翰逊（英語：Kiz Johnson）
（ 加冕礼安提瓜和巴布达国旗旗手，参议员）
- 阿特利·罗德尼（英語：Atlee Rodney）
（警察总监）
- 保拉·弗雷德里克-亨特（英語：Paula Frederick-Hunte）
（总督办公室常务秘书）
- 戴尔·墨丘利（英語：Dale Mercury）
（总督侍从官，助理警监（英语：Assistant superintendent））
- 艾克福德·罗伯茨（英語：Ickford Roberts）
（会计长（英语：Accountant general））
- 劳里·弗里兰·罗伯茨（英語：Laurie Freeland Roberts）
（民事登记处登记官）
- 伯纳德·沃纳（英語：Bernard Warner）
（残疾人士康复中心外勤干事）

### 澳大利亚
- 上将戴维·赫尔利与琳达·赫尔利（英語：Linda Hurley）
（第27任澳大利亚总督伉俪）[24]
- 安東尼·阿爾巴尼斯与乔蒂·海登（英语：Jodie Haydon）
（第31任澳大利亞總理伉俪）[24]
- 玛格丽特·比兹利（英语：Margaret Beazley）
（第39任新南威尔士总督）[24]
- 琳达·德绍（英语：Linda Dessau）
（第29任（英语：Governor of Victoria#List of governors of Victoria）维多利亚总督）[24]
- 珍妮特·杨
（第27任昆士兰总督）[24]
- 克里斯·道森（英语：Chris Dawson (governor)）
（第34任西澳大利亚州总督）[24]
- 孙芳安
（第36任南澳大利亚总督）[24]
- 芭芭拉·贝克（英语：Barbara Baker）
（第29任塔斯马尼亚总督）[24]
- 薩姆·克爾
（ 加冕礼澳大利亚国旗旗手、足球运动员）[24]
- 琳恩·本杰明（英语：Leanne Benjamin）
（皇家芭蕾舞团首席（英语：Principal dancer）芭蕾舞者）[24]
- 尼克·凯夫
（男歌手、词曲作家、编剧、演员、小说家和作曲家）[24]
- 贾丝明·科（英語：Jasmine Coe）
（艺术家、科美术馆创始人和策展人）[24]
- 亚当·希尔思（英语：Adam Hills）
（喜剧演员、主持人、作家和残疾人权利倡导者）[24]
- 丹尼尔·努尔（英語：Daniel Nour）
（救护组织Street Side Medics创始人）[24]
- 二级准尉基思·佩恩（英语：Keith Payne）
（澳大利亚维多利亚十字勋章勋贤）
- 下士马克·唐纳森（英语：Mark Donaldson）
（澳大利亚维多利亚十字勋章勋贤）
- 优思明·普尔（英語：Yasmin Poole）
（演说家）[24]
- 艾米丽·里根（英語：Emily Regan）
（供职于國民保健署的伦敦护士）[24]
- 米内特·赛门（英語：Minette Salmon）
（基因组医学和统计学在读博士生）[24]
- 克莱尔·斯宾塞（英語：Claire Spencer）
（牛津疫苗组（英语：Oxford Vaccine Group）疫苗统计学副教授）[24]
- 丹尼尔·凯兰下士（英语：Daniel Keighran）
（澳大利亚维多利亚十字勋章勋贤）[24]
- 理查德·乔伊斯（英語：Richard Joyes）
（澳大利亚勇气十字奖章（英语：Cross_of_Valour_(Australia)）勋贤代表）[24]
- 伊冯·肯尼（英语：Yvonne Kenny）
（知名女高音）[25]

### 巴哈马
- 科尼利厄斯·A·史密斯爵士
（第10任巴哈马总督）
- 菲利普·戴维斯（英语：Philip Davis (Bahamian politician)）
（第5任巴哈马总理）[26]
  -  休伯特·英格拉姆（英语：Hubert Ingraham）
（第2任巴哈马总理，1992年-2002年、2007年-2012年在任）[26]
  -  佩里·克里斯蒂
（第3任巴哈马总理，2002年-2005年、2005年-2007年、2012年-2017年在任）[26]
- 迈克尔·宾塔（英语：Michael Pintard）
（现任巴哈马反对党领袖）[26]

### 伯利兹
- 察芙拉女爵
（第3任伯利兹总督）[27]

### 加拿大
- 玛丽·梅·西蒙与惠特·弗雷泽（英语：Whit Fraser）
（第30任加拿大总督伉俪）[28]
- 賈斯汀·杜魯多与索菲·格雷瓜尔·特鲁多
（第23任加拿大总理伉俪）[28]
- 珍妮丝·沙莱特（英语：Janice Charette）
（现任加拿大枢密院文书，内阁秘书（英语：Clerk of the Privy Council (Canada)））[28]
- 罗斯安·阿奇博尔德（英语：RoseAnne Archibald）
（现任加拿大第一民族国家议会（英语：Assembly of First Nations）全国总酋长）[28]
- 纳坦·奥贝德（英语：Natan Obed）
（第15任加拿大因努伊特團結組織（英语：Inuit Tapiriit Kanatami）主席）[28]
- 卡西迪·卡伦（英语：Cassidy Caron）
（现任梅蒂斯部族议会（英语：Métis National Council）主席）[28]
- 莎拉·马哲罗（英語：Sarah Mazhero）
（首相青年委员会（英语：Prime Minister's Youth Council）成员）[28]
- 克里斯蒂娜·考埃特（英語：Christina Caouette）
（青年组织加拿大青年外交官（英語：Young Diplomats of Canada）首席执行官）[28]
- 丽贝卡·拉斐尔（英語：Rebeccah Raphael）
（助学平台哈利法克斯帮手（英語：Halifax Helpers）创始人）[28]
- 玛格丽特·托尔耶西（法語：Marguerite Tölgyesi）
（法国加拿大青年联盟主席）[28]
- 玛丽亚姆·采加耶
（突破少年挑战赛（英語：Breakthrough Junior Challenge）获胜者）[28]
- 珍妮·赛迪-吉本斯（英语：Jenni Sidey-Gibbons）
（加拿大航天局航天员）[28]
- 玛格丽特·麦克米伦（英语：Margaret MacMillan）[28]
- 莱斯利·亚瑟·帕默（英語：Leslie Arthur Palmer）
（加拿大英勇十字勳章（英语：Cross of Valour (Canada)）勋贤）[28]
- 杰里米·汉森上校
（ 加冕礼加拿大国旗旗手，加拿大航天局航天员）[28]

### 格林纳达
- 丝茜尔·拉格雷纳德女爵
（第6任格林纳达总督）
- 迪根·米切尔
（第11任格里纳达总理）
- 基沙·阿巴·格兰特（英語：Kisha Abba Grant）
（现任格林纳达驻英国高级专员）
- 军士长约翰逊·贝哈里（英语：Johnson Beharry）
（维多利亚十字勋章勋贤）
- 阿菲·弗莱彻（英语：Afy Fletcher）
（板球运动员）
- 林登·维克托
（十项全能运动员）

### 牙买加
- 帕特里克·艾伦爵士
（第6任牙买加总督）[29]
- 大卫·萨尔蒙（英語：David Salmon）
（ 加冕礼牙买加国旗旗手，2023年罗德奖学金得主）[29]

### 新西兰
- 辛迪·基罗女爵与理查德·戴维斯（英语：Richard Davies (doctor)）
（第22任新西兰总督伉俪）[30]
- 克里斯·希普金斯
（第41任新西兰总理）[30]
- 菲尔·戈夫
（第33任新西兰高级专员（英语：List of High Commissioners of New Zealand to the United Kingdom））[30]
- 克里斯托弗·勒克桑（英语：Christopher Luxon）
（第40任反對黨領袖（英语：Leader of the Opposition (New Zealand)））[30]
- 汤姆·马斯特斯（英语：Tom Marsters）
（时任库克群岛国王代表）
- 里奇·麦克考
（新西兰勋章（英语：Order of New Zealand）勋贤代表）[30]
- 威利·阿皮亚塔（英语：Willie Apiata）
（新西兰维多利亚十字勋章勋贤代表）[30]
- 阿卜杜勒·阿齐兹（英語：Abdul Aziz）
（新西兰十字勋章（英语：New Zealand Cross (1999)）勋贤代表）[30]
- 奈达·格莱舍女爵（英语：Naida Glavish）与罗琳·托奇（英語：Lorraine Toki）[30]
- 本·阿普尔顿（英語：Ben Appleton）
（毛利文化团体Ngāti Rānana（英语：Ngāti Rānana）负责人）[24]
- 莎拉·斯马特（英語：Sarah Amart）
（乳制品供应商The Collective总经理）[30]
- 克雷格·芬顿（英語：Craig Fenton）
（2023年英国年度新西兰人獎（英語：UK New Zealander of the Year）得主）[30]
- 丽贝卡·斯科恩
（退役女子赛艇运动员）[30]
- 里夫·格雷（英語：Rhieve Grey）
（牛津大学研究生，2021年罗德奖学金获得者）[30]
- 海登·史密斯中士（英語：Sergeant Hayden Smith）
（ 加冕礼新西兰国旗旗手）[30]

### 巴布亚新几内亚
- 鲍勃·达地爵士
（第10任巴布亚新几内亚总督）[31]
- 科尼·伊关（英语：Koni Iguan）
（现任巴布亚新几内亚国民议会副议长）[31]
- 贾斯汀·特卡琴科（法语：Justin Tkatchenko）
（巴布亚新几内亚外交部长）[31]
- 瑞伯·派塔（法语：Rainbo Paita）
（巴布亚新几内亚经济与国家计划部长）[31]
- 泰伊斯·珊珊（英語：Taies Sansan）
（巴布亚新几内亚人事管理部秘书）[31]
- 吉苏瓦·斯尼威（英語：Gisuwat Siniwin）
（前纳瓦区（英语：Nawae District）议员）[31]

### 圣基茨和尼维斯
- 玛塞拉·利伯德女爵（英语：Marcella Liburd）
（第5任圣基茨和尼维斯总督）[6]
- 特倫斯·德魯
（第4任圣基茨和尼维斯总理）[6]
- 登齐尔·道格拉斯
（现任尼维斯外交部部长，前总理）
- 奈玛·哈泽尔（英語：Naeemah Hazelle）
（首相办公室常务秘书）
- 克里斯汀·沃尔温（英語：Christine Walwyn）
（侨民大使）
- 图维亚·法兰西（英語：Thouvia France）
（外交部礼宾事务官员）
- 海勒塔·利伯德（英語：Hyleta Liburd）
（现任尼维斯副总督）
- 马克·布兰特利
（第5任尼维斯总理）

### 圣卢西亚
- 埃罗尔·查尔斯（英语：Errol Charles）
（代理圣卢西亚总督）[6]

### 圣文森特和格林纳丁斯
- 苏珊·杜根女爵（英语：Susan Dougan）
（第6任圣文森特和格林纳丁斯总督）[6]
- 拉尔夫·冈萨维斯
（第4任圣文森特和格林纳丁斯总理）[6]

### 所罗门群岛
- 戴维·武纳吉爵士与玛丽·武纳吉女勋爵（英語：Lady Mary Vunagi）
（第7任所罗门群岛总督伉俪）[32]
- 杰里迈亚·马内莱
（外交与外贸部长）[32]
- 摩西·库尼·摩斯（英語：Moses Kouni Mose）
（所罗门群岛驻英国高级专员）[33]

### 图瓦卢
- 托菲加·法拉尼
（第10任图瓦卢总督）

## 其他英联邦国家
- 谢赫·哈西娜
（第10任孟加拉国总理）[34]
- 莫貴茨·馬西西
（第5任博茨瓦纳总统）
- 约瑟夫·恩古特（英语：Joseph Ngute）
（现任喀麦隆总理）
- 尼科斯·赫里斯托祖利季斯
（第8任塞浦路斯总统）[35]
- 查尔斯·安杰洛·萨瓦林
（第8任多米尼克总统）
- 穆罕默德·B·S·杰罗（英语：Muhammad B.S. Jallow）
（现任冈比亚副总统）
- 拉图维利亚姆·卡托尼韦雷
（第6任斐济总统）[36]
- 阿里·邦戈·翁丁巴与希维娅·邦戈·翁丁巴
（第3任加蓬总统伉俪）
- 纳纳·阿库福-阿多
（第5任加纳总统）
- 伊尔凡·阿里
（第10任圭亚那总统）[37]
- 贾格迪普·丹哈尔（英语：Jagdeep Dhankhar）
（第14任印度副总统）[38]
- 威廉·鲁托
（第5任肯尼亚总统）
- 易卜拉欣·穆罕默德·萨利赫
（现任马尔代夫总统）[39]
- 拉扎勒斯·查克维拉
（第6任马拉维总统）[40]
- 乔治·韦拉与米里亚姆·韦拉（英語：Miriam Vella）
（第10任马耳他总统伉俪）
- 普里特维拉杰辛格·鲁蓬
（第7任毛里求斯总统）
- 菲利佩·纽西
（第4任莫桑比克总统）
- 莎拉·庫岡吉爾瓦
（第4任纳米比亚总理）[41]
- 穆罕马杜·布哈里
（第15任尼日利亚总统）[42]
- 夏巴兹·谢里夫
（第23任巴基斯坦總理）[43]
- 瓦维尔·拉姆卡拉万（英语：Wavel Ramkalawan）与琳达·拉姆卡拉万（英語：Linda Ramkalawan）
（第5任塞舌尔总统伉俪）[44]
- 保罗·卡加梅与珍妮特·卡加梅（英語：Jeannette Kagame）
（第4任卢旺达总统伉俪）[45]
- 图伊马莱里伊法诺瓦莱托阿·苏阿劳维二世与法玛斯莉·莱纳福王后（英語：Masiofo Faʻamausili Leinafo）
（第3任萨摩亚国家元首伉俪）
- 朱利叶斯·马达·比奥
（第5任塞拉利昂总统）
- 哈莉玛·雅各布
（第8任新加坡总统）[36]
- 娜莱迪·潘多尔（英语：Naledi Pandor）
（现任南非国际关系与合作部部长（英语：Minister of International Relations and Cooperation），代表总统西里尔·拉马福萨）[46]
- 拉尼尔·维克拉马辛哈
（第9任斯里兰卡总统）[47]
- 福雷·纳辛贝
（第4任多哥总统）[48]
- 哈凯恩德·希奇莱马与穆廷塔·希奇莱马（英语：Mutinta Hichilema）
（第7任赞比亚总统伉俪）

## 外国王室
传统上，外国君主不会参加英国的加冕礼，而是由其王室成员或他们的代表出席；但查尔斯三世打破传统，首次邀请外国在位君主参加加冕礼；此次加冕，共有十五名外国在位君主确认了即将出席加冕礼的行程。

### 在位皇室成员
- 谢赫曼蘇爾·本·扎耶德·阿勒納哈揚
（第3任阿联酋副总统，阿布扎比王室成员）[50]
- 谢赫哈马德·本·伊萨·本·萨勒曼·阿勒哈利法國王[51]
- 菲利普国王与瑪蒂爾德王后[52]
  -  布拉班特女公爵伊丽莎白公主
- 蘇丹哈桑纳尔·博尔基亚[6]
  -  阿布杜·馬丁王子
- 吉格梅·凯萨尔·纳姆耶尔·旺楚克與吉增·佩玛[6][53]
- 弗雷德里克王储与玛丽王储妃
（代表女王瑪嘉烈二世)[54]
- 姆斯瓦蒂三世[55]
- 皇嗣文仁親王与皇嗣妃紀子
（代表天皇德仁）[1]
- 阿卜杜拉二世與拉尼娅王后[6]
- 科威特王储（英语：Crown Prince of Kuwait）米沙勒·艾哈迈德·贾比尔·萨巴赫
（代表埃米尔纳瓦夫·艾哈迈德·贾比尔·萨巴赫）[6][56]
- 艾哈迈德·纳瓦夫·艾哈迈德·萨巴赫
（第9任科威特首相，科威特王室成员）[56]
- 纳赛尔·穆罕默德·艾哈迈德·萨巴赫
（第6任科威特首相，科威特王室成员）[56]
- 谢赫萨巴赫·哈立德·萨巴赫
（第7任科威特首相，科威特王室成员）[56]
- 萨勒姆·阿卜杜拉·阿尔-贾比尔·阿尔-萨巴赫（英语：Salem Abdullah Al-Jaber Al-Sabah）
（第6任科威特外交部长，科威特王室成员）[56]
- 费萨尔·纳瓦夫·艾哈迈德·萨巴赫（英語：Faisal Nawaf Al-Ahmed Al-Sabah）
（科威特国民警卫队（英语：Kuwait National Guard）副司令，科威特王室成员）[56]
- 塔拉勒·哈立德·艾哈迈德·萨巴赫（英語：Talal Khaled Al-Ahmad Al-Sabah，科威特王室成员）
（科威特第一副首相兼内政与国防大臣）[56]
- 莱齐耶三世与玛塞纳蒂·莫哈托·塞伊索（英语：'Masenate Mohato Seeiso）[6]
- 阿洛伊斯王储與索菲王储妃
（代表亲王汉斯·亚当二世）[6][57]
- 亨利大公与瑪麗亞·特麗莎大公夫人[58]
- 蘇丹阿都拉與东姑阿兹莎阿米娜[6][59]
- 阿尔贝二世与夏琳親王妃
（国王表亲）[1]
- 摩洛哥的拉拉梅尔耶姆公主（英语：Princess Lalla Meryem of Morocco）
（代表国王穆罕默德六世）[6]
- 贝娅特丽克丝女王爵
  -  荷兰的威廉-亚历山大与马克西玛王后[60]
    -  奥兰治女亲王卡塔里娜-阿马利娅
- 哈康王储与梅特·玛丽特王储妃
（代表国王哈拉尔五世）[61]
- 谢赫塔米姆·本·哈马德·阿勒萨尼[6]
- 图尔基·本·穆罕默德·阿勒沙特（英语：Turki bin Mohammed Al Saud (born 1979)）
（现任沙特阿拉伯国务大臣，沙特王室成员，代表国王萨勒曼·本·阿卜杜勒-阿齐兹·阿勒沙特）
- 阿曼王储齐亚赞·本·海赛姆·阿勒赛义德
（代表苏丹海赛姆·本·塔里克·阿勒赛义德）
- 谢赫塔米姆·本·哈马德·阿勒萨尼与贾瓦赫·宾特·哈米德·本·苏哈伊姆·阿勒萨尼（英语：Jawaher bint Hamad bin Suhaim Al Thani）
- 費利佩六世与莱蒂西亚王后[62]
- 卡尔十六世·古斯塔夫[63]
  -  維多利亞王儲[63]
- 玛哈·哇集拉隆功与素提达王后[64]
- 图普六世与娜娜希鲍乌·土库阿霍（英语：Nanasipauʻu Tukuʻaho）[6][65]

### 非统治王室

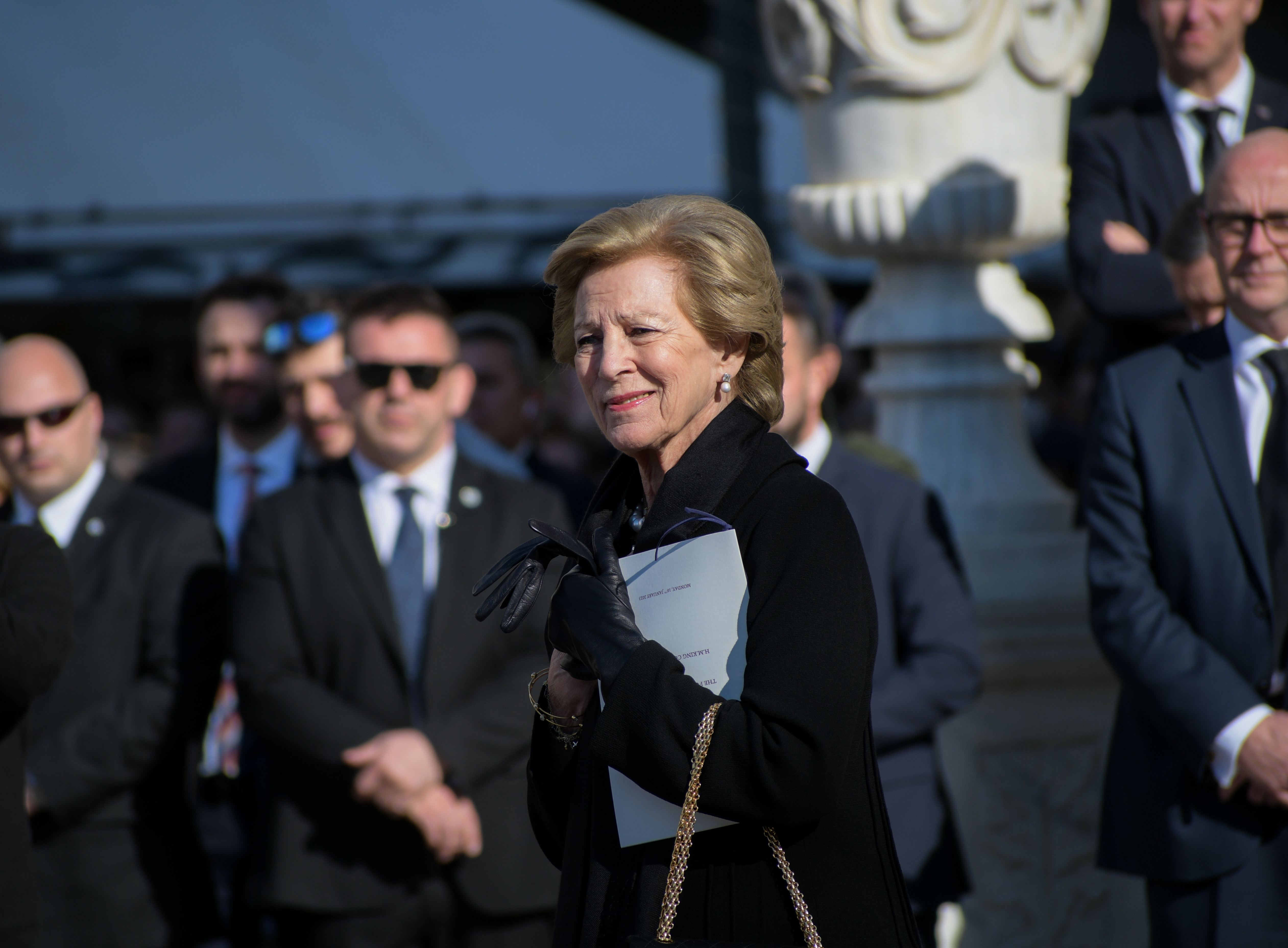
希臘的安妮-瑪麗王后是首位宣布出席加冕礼的非统治外国王室受邀成员

- 奥通富沃·纳纳·奥塞·图图二世与朱莉娅·奥塞·图图（英语：Julia Osei Tutu）
- 巴登大公伯恩哈德与斯蒂芬妮·考尔（德語：Stephanie Kaul）
（国王表侄與表侄媳）[66]
- 西美昂二世与玛格丽塔·萨克森-科堡-哥达（英语：Margarita Saxe-Coburg-Gotha）
（国王表亲）[6]
- 希臘的安妮-瑪麗王后
（国王表亲，亦是国王堂亲康斯坦丁二世遗孀）[67]
  -  希腊王储和丹麥王子帕夫洛斯与希腊王储妃玛丽-珊图
（国王堂亲）[67]
- 黑森大公多纳图斯[66]
- 霍恩洛厄-朗根堡亲王菲利普（英语：Philipp, Prince of Hohenlohe-Langenburg）与萨斯基亚·宾德（德語：Saskia Binder）[66]
- 图黑提·坝基（英语：Tūheitia Paki）
（第6代毛利国王伉俪）[30]
- 罗马尼亚的玛格丽塔公主与罗马尼亚的拉杜亲王（英语：Prince Radu of Romania）
（国王表亲）[68]
- 南斯拉夫王储亚历山大与南斯拉夫王储妃凯瑟琳（英语：Katherine Karađorđević）
（国王表亲）[6][49]
- 威靈頓公爵夫人安東尼婭公主（英语：Princess Antonia, Duchess of Wellington）
（国王表亲）

## 外国政要

### 外国元首及政府首脑
- 巴伊拉姆·贝加伊与阿曼达·贝加伊
（第8任阿尔巴尼亚总统伉俪）
- 若昂·洛伦索与安娜·迪亚斯·洛伦索（葡萄牙語：Ana Dias Lourenço）
（第3任安哥拉总统伉俪）[69]
- 霍安·恩里克·比韦斯-西西利亚总主教
（现任安道尔大公）[70]
- 瓦哈根·哈恰图良
（第5任亚美尼亚总统）[71]
- 亚历山大·范德贝伦
（第12任奥地利总统）[72]
- 博里亚娜·克里什托
（第11任波斯尼亚和黑塞哥维那部长会议主席）[73]
- 路易斯·达席尔瓦
（第39任巴西总统）[74]
- 加拉卜·多涅夫（英语：Galab Donev）
（第57任保加利亞總理）[75]
- 佐兰·米拉诺维奇
（第5任克罗地亚总统）[76]
- 阿扎利·阿苏马尼
（第10、13任科摩罗总统）
- 彼得·帕维尔
（第4任捷克总统）[77]
- 伊斯梅尔·奥马尔·盖莱
（第2任吉布提总统）[78]
- 路易斯·阿比纳迪尔与拉奎尔·阿尔巴耶（英语：Raquel Arbaje）
（第4任多米尼加总统伉俪）
- 穆斯塔法·馬布里
（第54任埃及总理）[79]
- 阿拉尔·卡里斯
（第7任愛沙尼亞總統）[80]
- 绍利·尼尼斯托
（第12任芬兰总统）[81]
- 埃马纽埃尔·马克龙与布丽吉特·马克龙
（第25任法国总统兼安道尔大公伉俪）[82]
- 萨洛梅·祖拉比什维利
（第5任格鲁吉亚总统）
- 弗兰克-瓦尔特·施泰因迈尔与埃尔克·布登本德（英语：Elke Büdenbender）
（第16任德國聯邦總統伉俪）[1]
- 伯纳德·古谋（英语：Bernard Goumou）
（时任几内亚总理）
- 卡特里娜·萨克拉罗普卢
（第7任希腊总统）
- 诺伐克·卡塔琳与伊斯特凡·韦雷斯（匈牙利語：István Veres）
（第6任匈牙利总统伉俪）
- 古德尼·约翰内松与伊丽莎·里德（英语：Eliza Reid）
（第6任冰岛总统伉俪）[83]
- 阿卜杜勒·拉蒂夫·拉希德
（第10任伊拉克总统）
- 迈克尔·希金斯与萨拜娜·希金斯（英语：Sabina Higgins）
（第9任爱尔兰总统伉俪）[84]
- 利奥·瓦拉德卡
（第3任爱尔兰总理）[15]
- 塞尔焦·马塔雷拉
（第12任意大利总统）[85]
- 艾萨克·赫尔佐格与迈克尔·赫尔佐格（英语：Michal Herzog）
（第11任以色列总统伉俪）[86]
- 韩德洙
（第38、48任韩国国务总理）[87]
- 韋約莎·奧斯曼尼
（第5任科索沃总统）[88]
- 埃吉尔斯·莱维茨
（第9任拉脱维亚总统）
- 纳吉布·米卡提
（时任黎巴嫩总理）
- 乔治·维阿
（第25任利比里亚总统）
- 吉塔纳斯·瑙塞达
（第6任立陶宛總統）[89]
- 穆罕默德·乌尔德·加祖瓦尼
（第9任毛里塔尼亚总统）
- 玛雅·桑杜
（第6任摩尔多瓦总统）
- 乌赫那·呼日勒苏赫与宝勒尔策策格·鲁布桑道尔吉
（第6任蒙古国总统伉俪）[90]
- 达希泽格布·阿玛尔巴伊斯格楞
（现任蒙古国官房长官）[90]
- 斯特沃·彭达罗夫斯基
（第5任北马其顿总统）
- 穆罕默德·巴祖姆
（第10任尼日尔总统）
- 马里奥·阿夫多·贝尼特斯与西尔瓦娜·洛佩斯·莫雷拉（英语：Silvana López Moreira）
（第36任巴拉圭总统伉俪）[91]
- 小费迪南德·马科斯与丽莎·阿兰妮塔·马科斯（英语：Liza Araneta Marcos）
（第17任菲律宾总统伉俪）[92]
- 安杰伊·杜达
（第6任波兰总统）[93]
- 马塞洛·雷贝洛·德索萨
（第20任葡萄牙总统）[94]
- 克劳斯·约翰尼斯
（第5任羅馬尼亞總統）[95]
- 亚历山德罗·史卡拉诺（英语：Alessandro Scarano）与阿德莱·东尼尼（英语：Adele Tonnini）
（现任圣马力诺执政官）
- 马基·萨勒
（第4任塞内加尔总统）[96]
- 苏珊娜·恰普托娃
（第5任斯洛伐克总统）[97]
- 娜塔莎·皮尔茨·穆萨尔
（第5任斯洛文尼亚总统）
- 阿蘭·貝爾塞与米丽埃尔·藏德尔（Muriel Zeender）
（第176任瑞士联邦主席伉俪）[98]
- 谢尔达尔·别尔德穆哈梅多夫
（第3任土库曼斯坦总统）
- 杰尼斯·什米加尔
（时任乌克兰总理）
- 武文赏
（第9任越南社会主义共和国主席）[99]
- 埃默森·姆南加古瓦
（第3任津巴布韦总统）[100]

### 外国政府代表
- 艾哈迈德·阿塔夫（英语：Ahmed Attaf）
（现任阿尔及利亚外交部长（英语：Minister_of_Foreign_Affairs_(Algeria)），代表总统阿卜杜勒-马吉德·特本）[101]
- 萨希巴·加法罗娃（英语：Sahiba Gafarova）
（现任阿塞拜疆国民议会议长（英语：Speaker of the National Assembly of Azerbaijan））[102]
- 维罗妮卡·阿尔科塞尔（英语：Verónica Alcocer）
（现任哥倫比亞第一夫人，代表總統古斯塔沃·佩特罗）[103]
  -  阿尔瓦罗·莱瓦（英语：Álvaro Leyva）
（时任哥伦比亚外交部长）
- 韩正
（第11任中华人民共和国副主席，代表国家主席习近平）[104][105]
- 克里斯托夫·姆博索·恩科迪亚·潘加（英语：Christophe Mboso N'Kodia Pwanga）
（現任刚果民主共和国国民议会主席，代表总统费利克斯·齐塞克迪）[106]
- 戈尔丹·格里奇-拉德曼（英语：Gordan Grlić-Radman）（时任克罗地亚外交部长）
- 阿诺尔多·安德烈（西班牙語：Arnoldo André）
（时任哥斯达黎加外交部长，代表总统羅德里戈·查韋斯·羅伯斯）[107]
- 萨尔瓦多·巴尔德斯·梅萨
（第1任古巴共和国副主席）
- 古斯塔沃·曼里克（西班牙語：Gustavo Manrique）
（現任厄瓜多爾外交部長，代表總統吉列尔莫·拉索）[108]
- 费利克斯·乌略亚（英语：Félix Ulloa）
（第37任萨尔瓦多副总统（英语：Vice President of El Salvador））
- 蒂耶莫科·科内（英语：Tiémoko Meyliet Koné）
（現任科特迪瓦副總統，代表總統阿拉萨内·瓦塔拉）[109]
- 塞勒姆·阿卜杜拉·贾比尔·萨巴赫（英语：Salem Abdullah Al-Jaber Al-Sabah）
（第6任科威特外交部（英语：Ministry of Foreign Affairs (Kuwait)）部长）[56]
- 纳拉扬·普拉卡什·萨乌德（英语：Narayan Prakash Saud）
（現任尼泊尔外交部长（英语：Minister of Foreign Affairs (Nepal)），代表总统拉姆·钱德拉·保德尔）[110]
- 赛义德巴德尔·本·哈马德·本·哈姆德·布赛义迪
（现任阿曼外交部长（英语：Foreign_Ministry_(Oman)））
- 贾娜娜·特瓦尼（英语：Janaina Tewaney）
（现任巴拿马外交部长）[111]
- 伊维察·达契奇
（时任塞尔维亚外交部长）
- 巴纳巴·马里亚尔·本杰明（英语：Barnaba Marial Benjamin）
（时任南苏丹总统事务部长）
- 纳比尔·阿马尔（英語：Nabil Ammar）
（时任突尼斯外交部长，代表总统凯斯·赛义德）[112]
- 福阿德·奥克塔伊（英语：Fuat Oktay）
（第1任土耳其副总统）[113]
- 歐倫娜·澤倫斯卡
（第6任乌克兰第一夫人）[114]
- 吉尔·拜登
（第48任美国第一夫人，代表总统喬·拜登）[115]
  -  约翰·福布斯·克里
（第1任美国总统气候特使）[113]
- 弗雷德里克·沙瓦（英语：Frederick Shava）
（现任津巴布韦外交部（英语：Ministry of Foreign Affairs (Zimbabwe)）部长）[116]
- 姆特里·恩库贝（英语：Mthuli Ncube）
（现任津巴布韦财政部长（英语：List of Finance Ministers of Zimbabwe））[116]
- 上将杰杰·奥东戈（英语：Jeje Odongo）
（现任乌干达外交部长（英语：Ministry of Foreign Affairs (Uganda））
- 伯多禄·帕罗林枢机
（第56任圣座国务枢机卿，代表教宗方济各）[117]

### 外交官
- 哈维尔·菲格罗亚（西班牙語：Javier Figueroa）
（现任阿根廷驻英国大使）[118]
- 何塞·阿尔贝托·布里兹·古铁雷斯（西班牙語：José Alberto Briz Gutiérrez）
（现任危地马拉驻英国大使）[119]
- 伊万·罗梅罗·马丁内斯（西班牙語：Iván Romero Martínez）
（现任洪都拉斯驻英国大使）[120]
- 德斯拉·佩卡亚（英语：Desra Percaya）
（现任印度尼西亚驻英国大使，代表总统佐科·维多多）
- 约瑟法·冈萨雷斯-布兰科（西班牙語：Josefa González-Blanco）
（现任墨西哥驻英国大使）[121]

### 国际组织
- 萝伯塔·梅措拉
（第17任欧洲议会议长）[122]
- 夏尔·米歇尔
（第3任欧洲理事会主席）[122]
- 乌尔苏拉·冯德莱恩
（第13任欧盟委员会主席）[43]
- 阿米娜·简·穆罕默德
（第5任联合国常务副秘书长，代表秘书长安东尼奥·古特雷斯）[123]
- 延斯·斯托尔滕贝格
（第13任北大西洋公约组织秘书长）[124]

## 宗教领袖

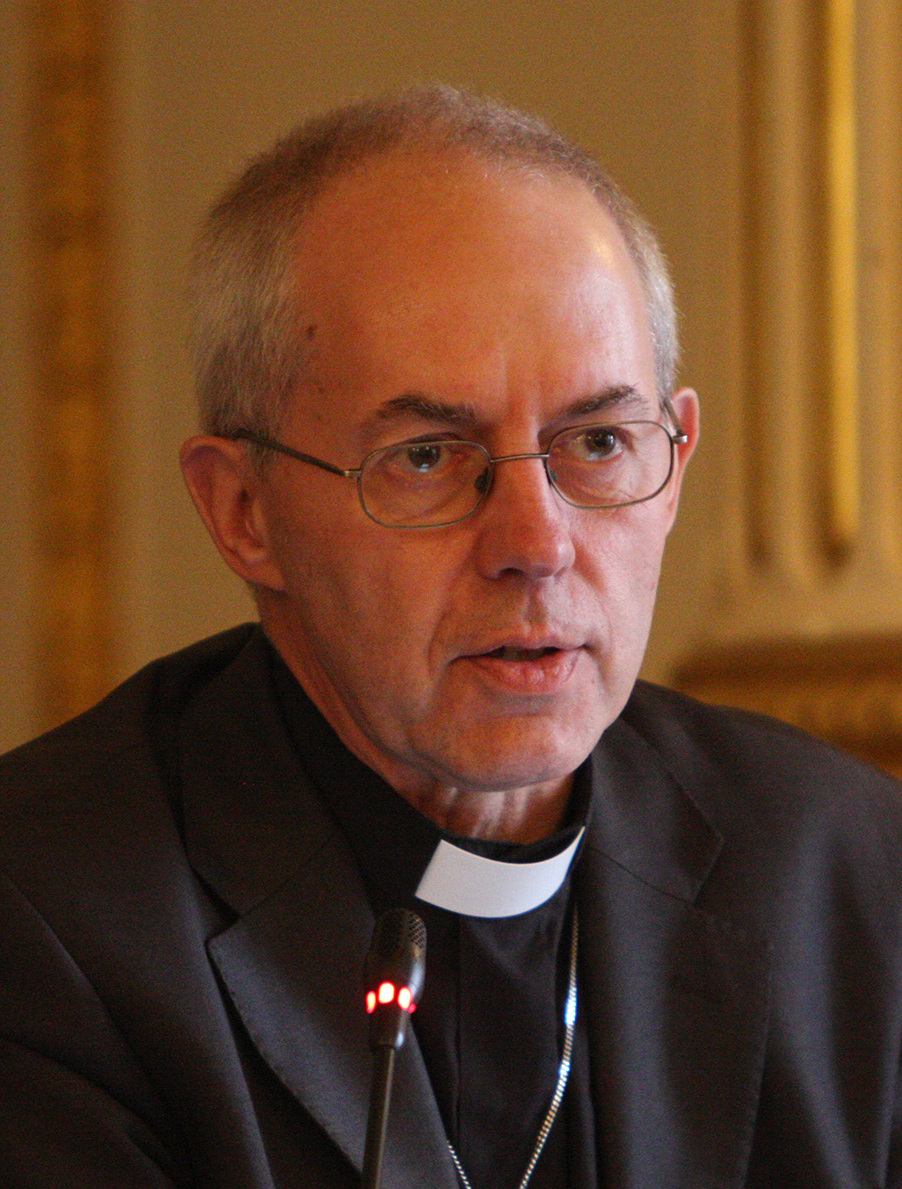
坎特伯雷大主教贾斯汀·韦尔比将主持加冕礼

### 普世聖公宗

#### 英格兰教会
- 贾斯汀·韦尔比
（坎特伯雷大主教）[18]
- 斯蒂芬·科特雷尔（英语：Stephen Cottrell）
（约克大主教）[18]
- 莎拉·马拉利女爵（英语：Sarah Mullally）
（伦敦主教，皇家教堂教长）[18]
- 罗斯·哈德森-威尔金（英语：Rose Hudson-Wilkin）
（多佛主教（英语：Bishop of Dover））[10]
- 保罗·巴特勒（英语：Paul Butler）
（达勒姆主教）[11]
- 迈克尔·比斯利（英语：Michael Beasley (bishop)）
（巴斯和威尔斯主教）[11]
- 格雷厄姆·厄舍（英语：Graham Usher (bishop)）
（诺维奇主教（英语：Bishop of Norwich））
- 理查德·傑克遜（英语：Richard Jackson (bishop)）
（赫里福德主教（英语：Bishop of Hereford））
- 大卫·霍伊尔（英语：David Hoyle (priest)）
（威斯敏斯特教长（英语：Dean of Westminster））[11]

#### 爱尔兰教会
- 约翰·麦克道尔（英语：John McDowell (bishop)）
（阿尔马主教（英语：Archbishop of Armagh））[125]

#### 蘇格蘭聖公會
- 施卓泉（英语：Mark Strange）
（苏格兰圣公会監督長（英语：Primus of the Scottish Episcopal Church）、马里、罗斯暨凯斯内斯主教（英语：Bishop of Moray, Ross and Caithness））[10]
- 约翰·阿姆斯（英语：John Armes）
（爱丁堡主教（英语：Bishop of Edinburgh））[11]

#### 威尔士教会
- 安德鲁·约翰（英语：Andy John）
（威尔士大主教（英语：Archbishop of Wales）、班格尔主教（英语：Bishop of Bangor））[10]

#### 共融的自治教会
- 麦克·罗亚尔（英語：Mike Royal）
（英国教会共同行动（英语：Churches Together in England）秘书长）[18]

### 其它信仰

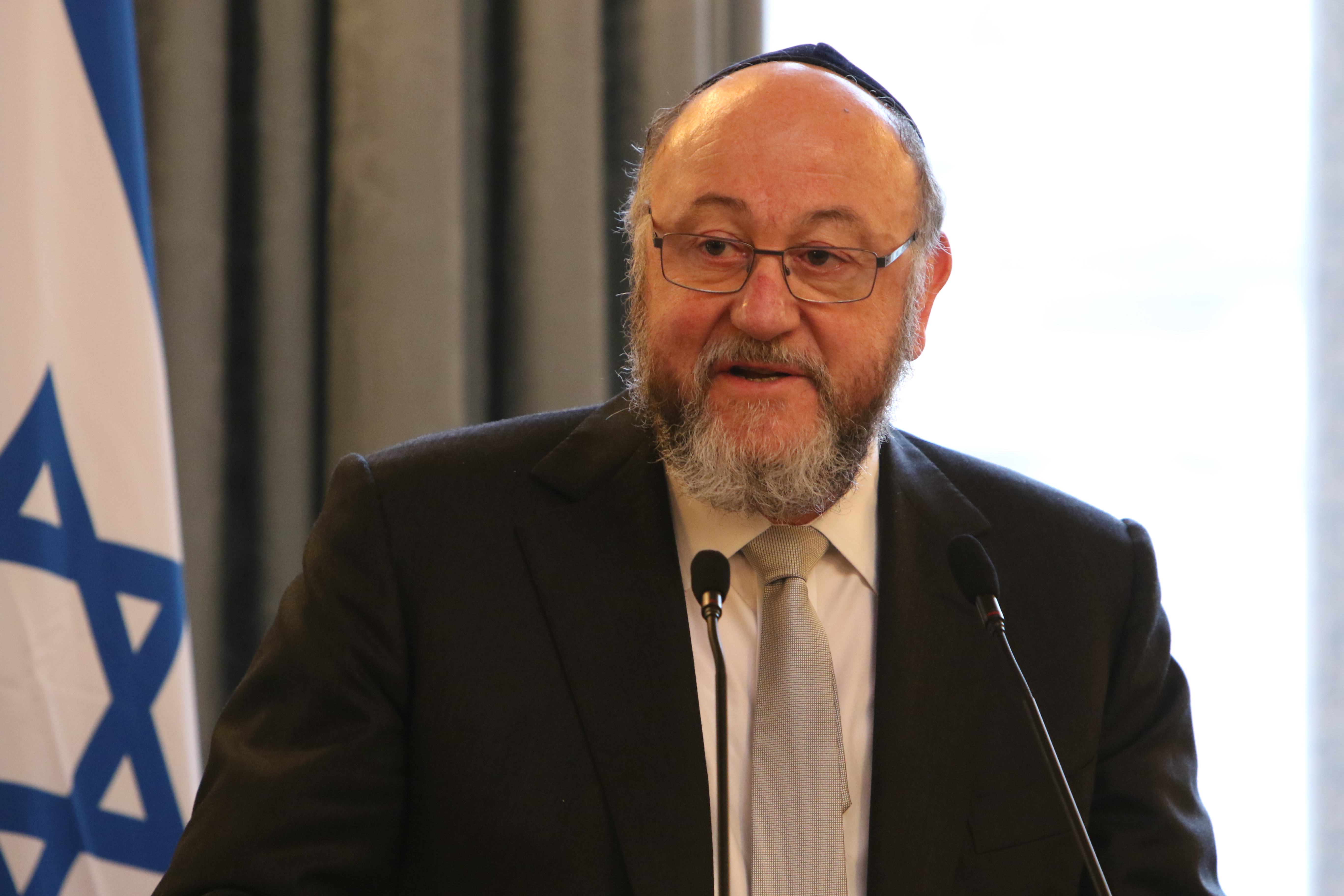
埃弗雷姆·米爾維斯将作为犹太教信仰代表出席加冕礼

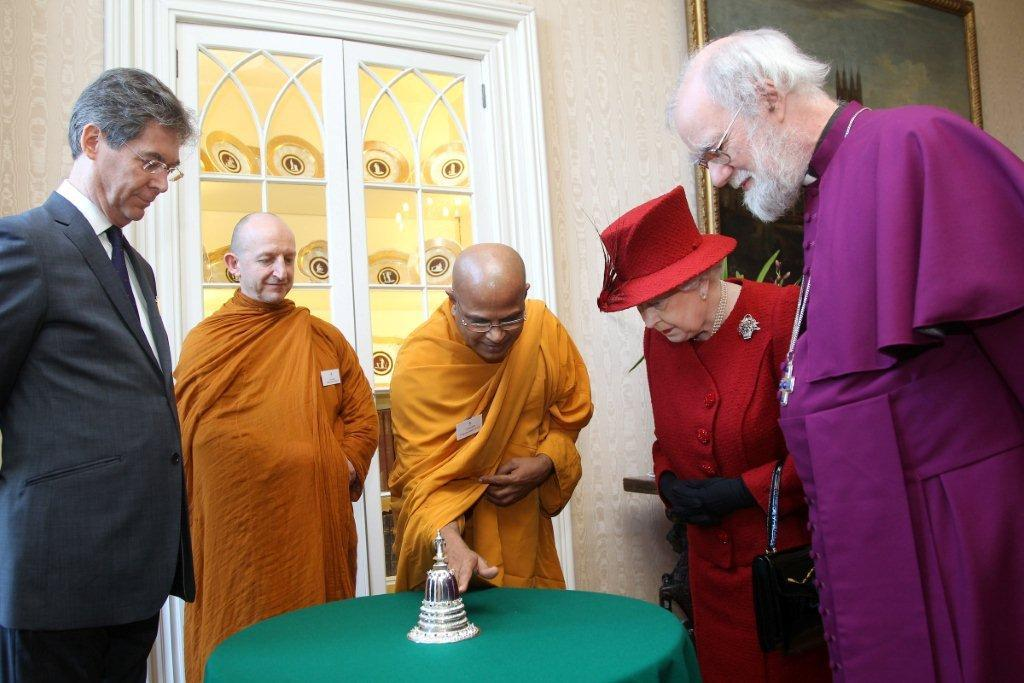
博戈达·西拉维马拉尊者（左三）将作为佛教信仰代表出席加冕礼

#### 苏格兰教会
- 伊恩·格林希尔茨（英语：Iain Greenshields）
（苏格兰教会大会会议主席（英语：Moderator of the General Assembly of the Church of Scotland））[18]

#### 罗马公教会
- 云先·尼科尔斯
（威斯敏斯特总教区总主教）[18]

#### 希腊正教会
- 尼基塔斯·卢利亚斯（英语：Nikitas Loulias）
（推雅推喇暨大不列颠总教区总主教）[18]

#### 耶路撒冷与中东圣公会
- 霍萨姆·纳乌姆（英语：Hosam Naoum）
（耶路撒冷大主教）[18]

#### 自由教会
- 海伦·卡梅隆（英語：Helen Cameron）
（自由教会团体教长）[18]

#### 犹太教正统派
- 埃弗雷姆·米爾維斯爵士（英语：Ephraim Mirvis）
（英国及英联邦希伯来人联合圣会首席拉比）[126]

#### 佛教
- 博戈达·西拉维马拉尊者（英语：Bogoda Seelawimala Thera）
（伦敦佛寺（英语：London Buddhist Vihara）住持，大不列颠导师）[127]

## 其他名人
- 肯尼斯·布莱纳爵士
- 劳埃德-韦伯男爵安德鲁·劳埃德·韦伯[128]
- 琼·阿马特雷丁（英语：Joan Armatrading）
- 安东尼·麦帕特林与德科兰·当纳利
（喜剧组合Ant & Dec，王子信托基金（英语：The Prince's Trust）亲善大使）[129][130]
- 罗温·阿特金森[131]
- 罗斯·艾林-埃利斯（英语：Rose Ayling-Ellis）[128]
- 杰伊·布雷兹（英语：Jay Blades）[128]
- 大卫·贝克汉姆与维多利亚·贝克汉姆[131]
- 蒂姆·戴维（英语：Tim Davie）
- 朱迪·丹奇女爵
- 史蒂芬·弗拉伊内（英语：Dynamo (magician)）
- 爱德华·恩宁福尔（英语：Edward Enninful）
- 斯蒂芬·弗莱
- 贝尔·格里尔斯
（第10任英国童军总会总领袖）[131]
- 阿曼達·荷頓[128]
- 凯莉·霍姆斯女爵[128]
- 凱利·瓊斯
- 乔安娜·林莉女爵[131]
- 莫特西·玛比丝（英语：Motsi Mabuse）[128]
- 斯特拉·麦卡特尼[131]
- 玛吉·史密斯女爵
- 布莱恩·特菲尔爵士[128]
- 埃玛·汤普森
- 葛瑞格·懷斯
- 凱蒂·佩芮

## 王室朝臣
- 兰斯顿侯爵夫人菲奥娜·佩蒂-菲茨莫里斯（英语：Fiona Petty-Fitzmaurice, Marchioness of Lansdowne）[132]
- 奥佩恩的奇泽姆女男爵卡琳·奇泽姆（英语：Carlyn Chisholm, Baroness Chisholm of Owlpen）[6]
- 莎拉·凯瑟克女勋爵（英語：Lady Sarah Keswick）[6]
- 布鲁克女勋爵（英語：Lady Brooke）
（威尔特郡首席治安长官（英语：Lord Lieutenant of Wiltshire））[6]
- 莎拉·特劳顿（英语：Sarah Troughton）[6]
- 简·冯·韦斯顿霍尔兹（英語：Jane von Westenholz）[6]
- 安德鲁·杰克逊准将（英語：Brigadier Andrew Jackson）[10]
- 弗朗西斯·戴莫克（英語：Francis Dymoke）
（ 加冕礼皇家旗旗手，戴莫克家族（英语：Dymoke）出身国王王权卫士（英语：King's Champion））[10]

## 公民
450名大英帝国奖章勋贤受邀加入威斯敏斯特教堂的会众，以表彰他们为当地社区提供的服务和支持，尤其是他们在COVID-19大流行期间的付出。另有400名来自慈善组织的代表将应邀于威斯敏斯特圣玛格丽特教堂观看加冕礼和庆祝游行。其中200人由国王与王后伉俪从王子信托基金会、王子基金会、巴纳多基金会、国家扫盲信托基金会和乌木马俱乐部中选出。 另200人则由英國政府提名，以表彰他们对加冕日的贡献，其中包括来自童军协会、女童军、圣约翰救护队和国家公民服务的人员。

## 缺席
- 佐兰·米拉诺维奇
（第5任克罗地亚总统，因飞机故障缺席）
- 亚历山大·武契奇
（第5任塞尔维亚总统，因贝尔格莱德校园枪击案全国哀悼日缺席）
- 雷杰普·塔伊普·埃尔多安
（第12任土耳其总统，为准备2023年土耳其总统选举（英语：2023 Turkish presidential election）缺席）

## 未受邀国家
据路透社报道，一名英国消息人士称，阿富汗、白俄罗斯、伊朗、缅甸、俄罗斯、叙利亚和委内瑞拉政府没有被邀请参加加冕典礼；同样，邀请也只发给了朝鲜和尼加拉瓜的高级外交官，而非他们各自的领导人。